# Antillobisium
Genre
Antillobisium est un genre de pseudoscorpions de la famille des Bochicidae.

## Distribution
Les espèces de ce genre sont endémiques de Cuba. Elles se rencontrent dans des grottes.

## Liste des espèces
Selon Pseudoscorpions of the World (version 3.0) :
- Antillobisium mitchelli Dumitresco & Orghidan, 1977
- Antillobisium vachoni Dumitresco & Orghidan, 1977

et décrite depuis :
- Antillobisium tomasi Barba Diaz, Zaragoza & Lopez Iborra, 2018

## Publication originale
- Dumitresco & Orghidan, 1977 : Pseudoscorpions de Cuba. Résultats des Expéditions Biospéologiques Cubano-Roumaines à Cuba, Institut de Speologie Emil Racovitza, vol. 2, p. 99-124.